# Военная промышленность Российской империи

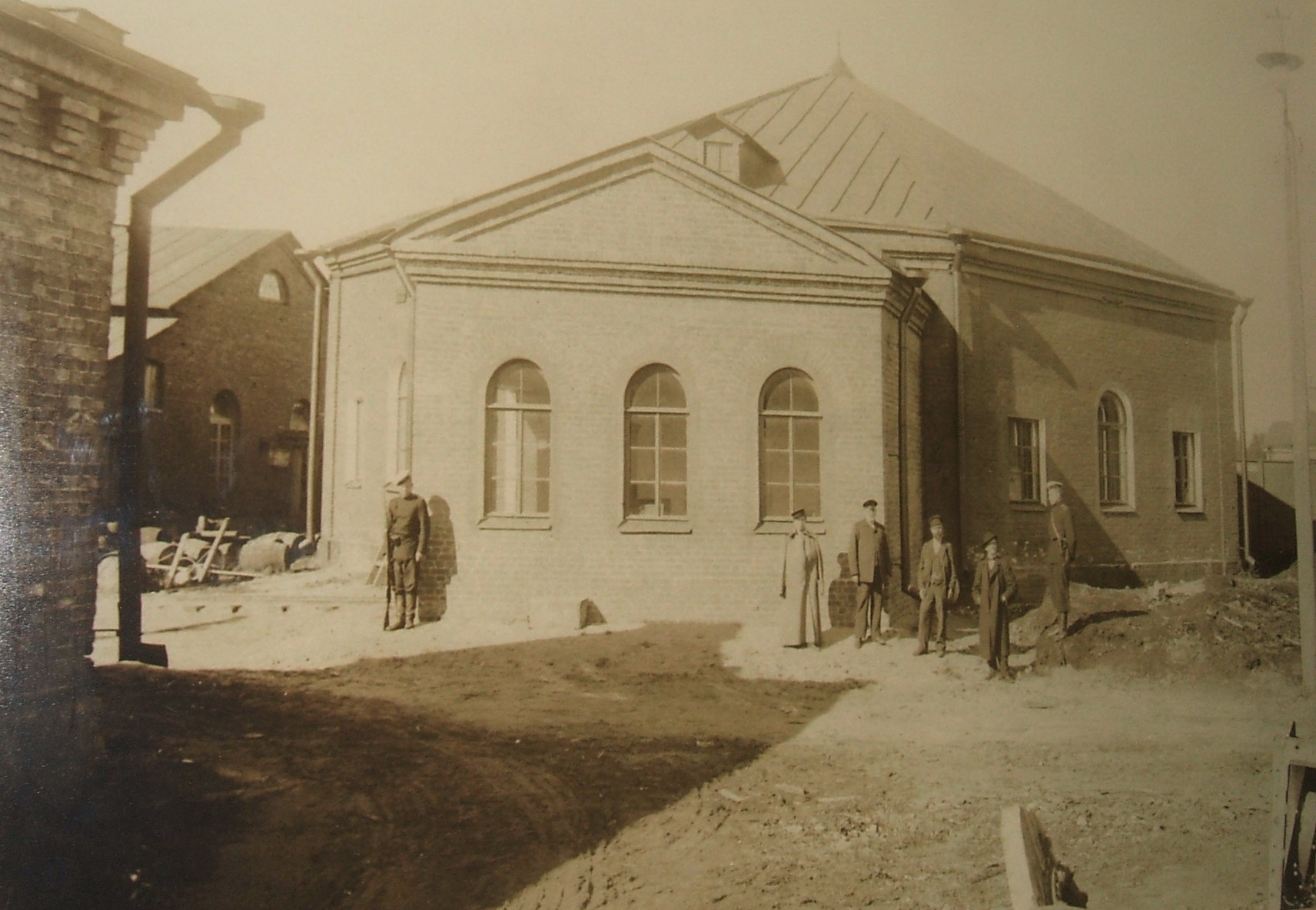
Корпуса Сестрорецкого оружейного завода, 1900 год

Военная промышленность Российской империи зародилась в начале XVIII века, в результате деятельности Петра I. Однако последующие 100 лет после петровских реформ характеризуются весьма медленным совершенствованием вооружения как армии Российской империи, так и армий других европейских государств. До середины XIX века все они воевали оружием, остававшимся в основном неизменным с XVII века. Принципиальным изменением стал массовый переход на нарезное оружие в середине XIX века. Именно тогда стрелковое вооружение впервые начинает производиться не вручную, а на новых, изобретенных в США фрезерных станках, изготовляющих взаимозаменяемые детали. Развитие сталелитейной промышленности в 60–70-е годы XIX века позволило создавать нарезные пушки, также как и новые винтовки заряжающиеся с казенной части.
Военно-технический потенциал Российской империи отражал её отставание от европейских держав, в которых промышленная революция началась раньше. Особенно это проявилось во время Крымской войны 1853—1855 годов. Эта война заставила перейти Охтенский, Шостенский и Казанский пороховые заводы на круглосуточный цикл и увеличить выпуск пороха с 86,5 тыс. пудов в 1853 году до 158 тыс. пудов в 1854 году и 309,4 тыс. пудов в 1855 году. Однако из-за нехватки серы и селитры заводы так и не смогли обеспечить нужное армии количество пороха (только при обороне Севастополя было израсходовано его 250 тыс. пудов). На уральских казенных металлургических заводах годовые заказы на производство снарядов (пушечных ядер и гранат) выполнялись лишь на 23-35% при браке 60-80%.
Потерпев поражение в Крымской войне, в том числе и из-за недостатка нарезного стрелкового оружия, руководство России принялось спешно навёрстывать отставание. Каждые 2-3 года на вооружение принималась новая винтовка, в итоге в армии зачастую даже на уровне рот на вооружении находились две различные винтовки. К 1860-м годам это положение стало нестерпимым, и было решено приобрести соответствующую технологию в США. Выбор был сделан в пользу винтовки Хайрема Бердана, после чего винтовки Бердана с 1871 года начал выпускать Тульский оружейный завод. 
К концу XIX века во всех армиях мира однозарядные винтовки калибра 10—11 мм сменили 7—8-миллиметровые магазинные винтовки, и российская армия смогла одной из первых перейти на такую винтовку — винтовку Мосина образца 1891 года.
К 1914 году в Российской империи существовала достаточно мощная военная промышленность, состоявшая их казенных военных заводов и арсеналов, а также ряда частных предприятий.
С 1862 года снабжением армии не только артиллерийскими орудиями и боеприпасами, но и стрелковым оружием руководило Главное артиллерийское управление Военного министерства Российской империи, ему подчинялись казенные военные заводы.

## Военные заводы, существовавшие к 1914 году

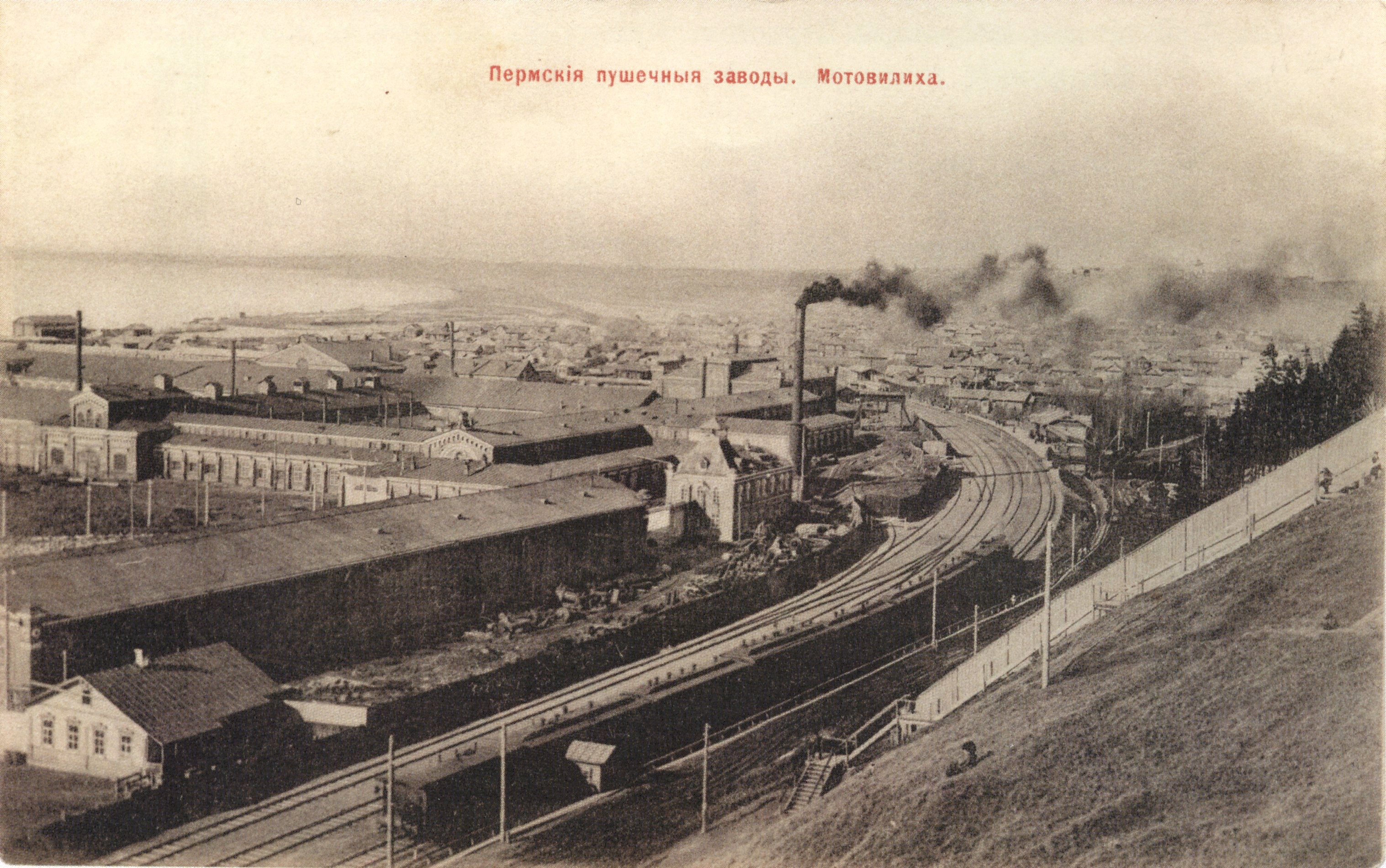
Пермские пушечные заводы

Военная промышленность Российской империи вела свое начало от четырёх казенных заводов, основанных Петром I: Тульского и Сестрорецкого оружейных, Охтенского порохового и Петербургского арсенала, к которым постепенно, по мере развития военного дела, прибавлялись новые военные заводы, общее число которых к 1914 году выросло до 21.

### Казенные заводы
- Заводы военного ведомства:
  - Тульский оружейный завод (производство стрелкового оружия)
  - Сестрорецкий оружейный завод (производство стрелкового оружия)
  - Ижевский оружейный завод (производство стрелкового оружия)
  - Петербургский патронный завод
  - Луганский патронный завод
  - Петербургский трубочный завод (производство взрывателей для снарядов)
  - Самарский трубочный завод (производство взрывателей для снарядов)
  - Петербургский орудийный завод
  - Арсеналы I разряда: Петербургский арсенал, Киевский арсенал и Брянский арсенал.
  - Арсеналы II разряда: Варшавский арсенал, Тифлисский арсенал и Хабаровский арсенал.
  - Охтенский пороховой завод
  - Казанский пороховой завод
  - Шостенский пороховой завод
  - Охтенский завод взрывчатых веществ
  - Самарский завод взрывчатых веществ

- Заводы морского ведомства:
  - Обуховский сталеделательный (производил орудия, лафеты, снаряды и оптические приборы).
  - Ижорский (производил снарядные гильзы, броню).

- Заводы горного ведомства:
  - Пермский (производил орудия, лафеты, снаряды)
  - Златоустовский (производил холодное оружие и снаряды)
  - Олонецкий (производил снаряды)
  - Верхнетуринский (производил снаряды)
  - Воткинский (производил снаряды)
  - Кушвинский (производил снаряды)
  - Каменский (производил снаряды)
  - Саткинский (производил снаряды)
  - Баранчинский (производил снаряды)[9].

### Частные заводы
- Путиловский завод (производил орудия, лафеты, снаряды, артиллерийский обоз)
- Тульский патронный завод (производил оружейные патроны, оружейные гильзы)
- Завод общества Барановского (производил орудийные гильзы и дистанционные трубки)
- Брянский машиностроительный завод (производил лафеты, снаряды, артиллерийский обоз)
- Сормовский паровозостроительный завод (производил снаряды, щиты, артиллерийский обоз)
- Лильпоп-Рау[пол.] (производил снаряды)
- Рудзкого (производил снаряды)
- Коломенский машиностроительный завод (производил производил снаряды, артиллерийский обоз)
- Русское общество для выделки снарядов (производило снаряды)
- Лесснера (производил снаряды, орудийные замки)
- Русское общество для выделки и продажи пороха (Шлиссельбург) (производило порох и взрывчатые вещества)
- Завод Герца (производил военную оптику)
- Гельсингфорсский завод (производил снаряды, артиллерийский обоз)
- Абоский завод (производил снаряды, артиллерийский обоз)[9]

## Период Первой мировой войны
По предвоенным планам объемы производства на военных заводах предусматривали только пополнение мобилизационного запаса, который считался достаточным для ведения войны. Однако Первая мировая война сразу же потребовала огромного расхода боеприпасов. К 1916 году потребность в снарядах превосходила производительность заводов, которые производили снаряды в 1914 году, в 70 раз. Уже к началу 1915 года кризис с поставками вооружения и снаряжения для армии требовал немедленного решения. Началось перепрофилирование заводов различных отраслей под производство наиболее востребованных предметов вооружения. Например, Сормовский завод увеличил объемы производства снарядов в 140 раз за счет производства паровозов и вагонов. Большую роль в увеличении объемов производства снарядов сыграла Организация генерал-майора С. Н. Ванкова по производству снарядов, на которую работало 442 казенных и частных завода, производивших всю номенклатуру изделий, необходимых для снарядов, — от корпусов до запальных стаканов и детонаторных трубок. Также острейшей проблемой была катастрофическая нехватка химических компонентов для производства взрывчатых веществ (до войны сырье для выработки тротила импортировалось из Германии). Соответствующее производство в России наладила Комиссия по заготовке взрывчатых веществ (впоследствии — Химический комитет при ГАУ), которую возглавил известный химик В. Н. Ипатьев.
Чем дольше затягивалась война, тем яснее становилось российским властям, что решить проблему мобилизации промышленности без участия общественности невозможно. В 1915 году органами местного самоуправления и фабрикантами стали создаваться военно-промышленные комитеты, была создана всероссийская организация Союз земств и городов (Земгор). В конце 1916 года из 2,4 млн российских рабочих, занятых в промышленности, 2 млн человек (86 % от общего числа) работало на производствах, удовлетворявших военные нужды. Из 2 290 предприятий более 1 800 (81 %) были преимущественно ориентированы на изготовление военной продукции. 356 фабрики (16 % от общего количества промышленных предприятий) было занято производством вооружения, 246 (11 %) — военного снаряжения, 783 (34 %) — продуктов питания для армии, 458 (20 %) — обмундирования и лишь 447 (19 %) — производством товаров, предназначенных для гражданского населения..
Во время Первой мировой войны активно развивалась российская авиационная промышленность. С 1914 года по 1917 год число занятых в ней выросло с 1675 до 10 800 человек, количество авиазаводов увеличилось с 7 до 9, а еще два завода находились в стадии строительства.